# Campsicnemus dasycnemus
Campsicnemus dasycnemus är en tvåvingeart som beskrevs av Friedrich Hermann Loew 1857. I den svenska databasen Dyntaxa används istället namnet Campsicnemus articulatellus. Campsicnemus dasycnemus ingår i släktet Campsicnemus och familjen styltflugor. Arten är reproducerande i Sverige. Inga underarter finns listade i Catalogue of Life.